# Atherinella panamensis
Atherinella panamensis är en fiskart som beskrevs av Steindachner, 1875. Atherinella panamensis ingår i släktet Atherinella och familjen Atherinopsidae. IUCN kategoriserar arten globalt som livskraftig. Inga underarter finns listade.